# Lệ Phố
Lệ Phố (chữ Hán giản thể: 荔浦市, bính âm: Lìpǔ Shi, âm Hán Việt: Lệ Phố thị) là một thành phố cấp huyện thuộc địa cấp thị Quế Lâm, khu tự trị dân tộc Choang Quảng Tây, Cộng hòa Nhân dân Trung Hoa. Thành phố Lệ Phố nằm ở phía bắc của Quế Lâm, có diện tích 1.759 km², dân số năm 2002 là 370.000 người. Mã số bưu chính của thành phố Lệ Phố là 546600. Chính quyền nhân thành phố đóng ở trấn Lệ Thành. Về mặt hành chính, thành phố Lệ Phố được chia thành 10 trấn, 3 hương. 
- Trấn: Lệ Thành (荔城), Đỗ Mạc (杜莫), Thanh Sơn (青山), Tu Nhân (修仁), Đại Đường (大塘), Hoa Cống (花篢), Song Giang (双江), Mã Lĩnh (马岭), Đông Xương (东昌), Tân Bình (新坪).
- Hương: Long Hoài (龙怀), Trà Thành (茶城).
- Hương dân tộc: Hương dân tộc Dao Bồ Lô (蒲芦瑶族乡).